# Aphis

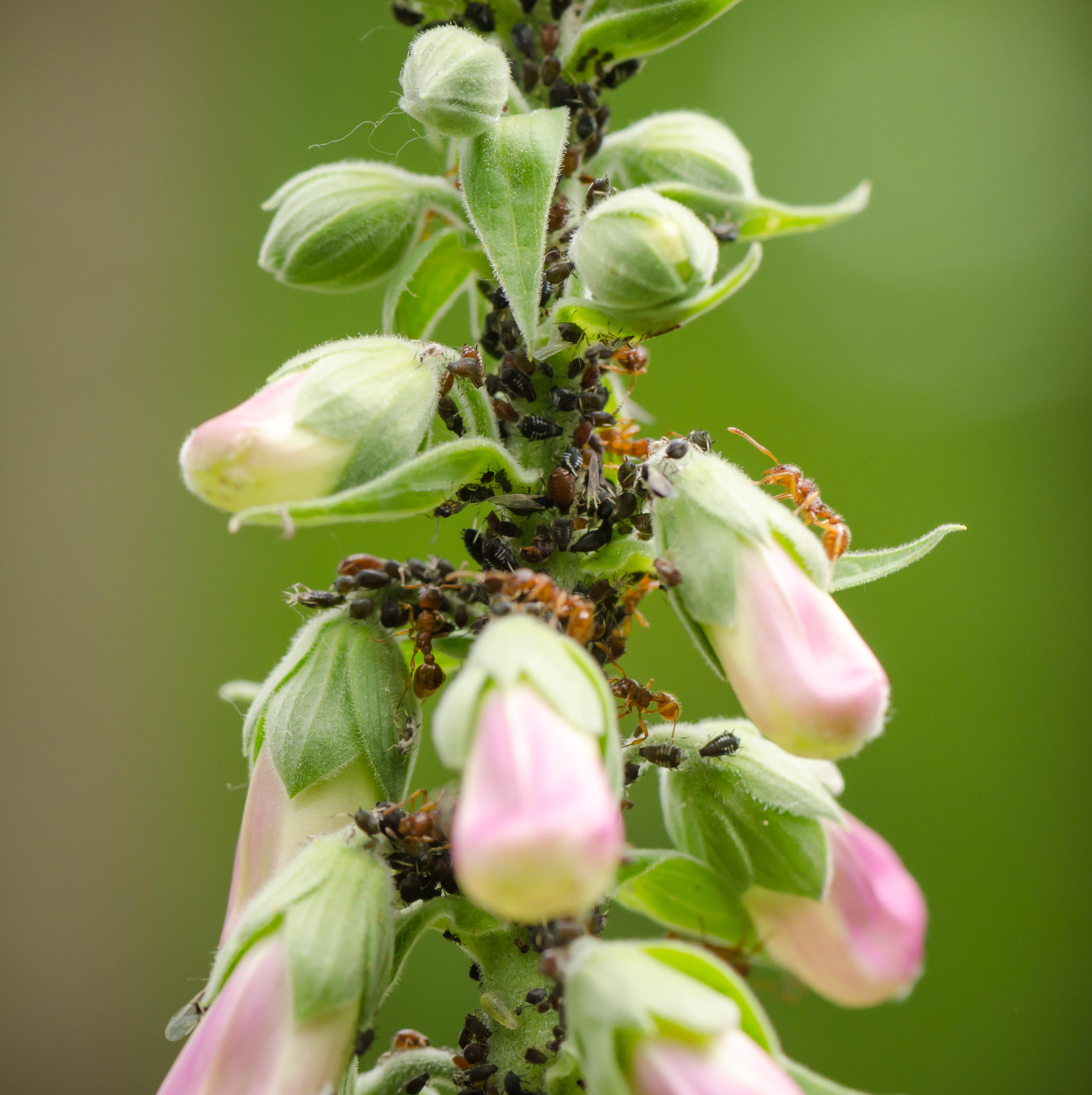
Mieren "melken" bladluizen (Aphis fabae) op vingerhoedskruid (Digitalis purpurea). In het gemarkeerde deel van de figuur-op-ware-grootte is een parasitaire wesp bezig eitjes te leggen in de bladluizen. Ze kan dit ongestoord doen omdat ze feromonen afgeeft die de mieren doen geloven dat de wesp ook een mier of bladluis is.

Aphis is een geslacht van bladluizen (halfvleugeligen) uit de familie van de Aphididae, die wereldwijd voorkomen.

## Kenmerken
Ze hebben dunne poten die ongeschikt zijn om te springen. Beide geslachten kunnen zowel vleugelloos voorkomen als gevleugeld.

## Leefwijze
Deze insecten leven op de bladeren, stengels en bloemstengels van allerlei planten.

## Voortplanting
Zowel de gevleugelde als ongevleugelde wijfjes brengen in de lente levende jongen ter wereld (ovoviviparie). In de late herfst leggen de vleugelloze wijfjes na bevruchting eitjes (ovipariteit), waaruit na de winter nieuwe stammoeders komen.

## Bestrijding
Veel soorten zijn schadelijk, omdat ze zich in grote kolonies voeden met teeltgewassen en plantenziekten kunnen overdragen. Naast insecticiden kan men ook natuurlijke vijanden zoals sluipwespen en schildwespen gebruiken bij de biologische bestrijding van bladluizen. Hiermee werd reeds in het begin van de twintigste eeuw geëxperimenteerd; Trioxys auctus en Aphidius crepidis bleken bijvoorbeeld bruikbaar voor de bestrijding van de bladluis Aphis fabae evonymi die onder meer suikerbieten aantast.

## Symbiose
Sommige soorten leven in symbiose met mieren. De bladluizen scheiden honingdauw af, die de mieren gebruiken als voedsel. Tegelijk beschermen de mieren de luizen tegen hun vijanden.

## Soorten
Aphis is het meest soortenrijke geslacht van bladluizen. Het omvat ongeveer 400 soorten, die over de hele wereld voorkomen. Enkele soorten die in Europa voorkomen zijn:
- Aphis armata
- Aphis craccae
- Aphis craccivora
- Aphis fabae (de zwarte bonenluis)
- Aphis farinosa
- Aphis gossypii
- Aphis hederae
- Aphis nasturtii (de wegedoornluis)
- Aphis nepetae
- Aphis nerii
- Aphis plantaginis
- Aphis pomi (de groene appeltakluis)
- Aphis rumicis
- Aphis salviae
- Aphis sambuci (de vlierluis)
- Aphis urticata
- Aphis viburni